# Ambystoma bishopi
Ambystoma bishopi е вид земноводно от семейство Ambystomatidae. Видът е световно застрашен, със статут Уязвим.

## Разпространение
Разпространен е в САЩ.

## Описание
Популацията на вида е намаляваща.